# 徐松子
徐松子（1955年—），女，吉林长春人，中国演员，上海电影制片厂演员，中国电影金凤凰奖表演学会奖获得者。
徐女士比較膾灸人口的角色是電影＜ 芙蓉鎮 >中的革命委員會主任李國香.